# Plains (Kansas)
Plains é uma cidade localizada no estado americano de Kansas, no Condado de Meade.

## Demografia
Segundo o censo americano de 2000, a sua população era de 1163 habitantes.
Em 2006, foi estimada uma população de 1146, um decréscimo de 17 (-1.5%).

## Geografia
De acordo com o United States Census Bureau tem uma área de
2,6 km², dos quais 2,6 km² cobertos por terra e 0,0 km² cobertos por água. Plains localiza-se a aproximadamente 830 m acima do nível do mar.

## Localidades na vizinhança
O diagrama seguinte representa as localidades num raio de 36 km ao redor de Plains.